# Нижньокамськ – Уфа – Салават (етиленопровід)
Нижньокамськ – Уфа – Салават (етиленопровід) – продуктопровід, задіяний в роботі підприємств нафтохімічної галузі Башкортостану (Росія).
У 1976 році почала виробництво етилену установка парового крекінгу об’єднання Нижньокамсьнафтохім (місто Нижньокамськ у Татарстані). Частина продукту споживалась на місці, проте більшість призначалась для передачі на інші підприємства хімічного комплексу Поволжя. Для цього майже одночасно спорудили два трубопроводи – на північний захід до Казані та на південний схід у Башкирію. Траса східного етиленопроводу довжиною 482 км з діаметром труб 219 мм проходить через столицю Башкортостану Уфу, після чого довертає на південний захід та прямує через Стерлітамак до міста Салават. У складі системи існують буферні сховища етилену – об’ємом 34 тисячі тон в Салаваті та 4,5 тисяч тонн у Нижньокамську.
З 1977-го через продуктопровід почалась подача нижньокамського етилену на нафтохімічний комплекс у Салаваті, де проходила його полімеризація. Того ж року хімзавод в Стерлітамаку почав використовувати етилен для виробництва дихлоретану, а з 1981-го до споживачів приєднався Уфімський завод синтетичного спирту (наразі об'єднання Уфаоргсинтез), де завершувалось спорудження виробництва жирних спиртів.
В подальшому у Салаваті запрацювала своя установка піролізу, що продукує етилен, при цьому останній почали подавати по реверсованій ділянці до Стерлітамаку. На початку 21 століття "Газпром нафтохім Салават" і стерлітамакський "Каустик" періодично мали конфлікти з власником етиленопроводу з приводу тарифів на перекачування, внаслідок чого в 2012-му запустили власний етиленопровід Салават – Стерлітамак.
Також можна відзначити, що після проведеної на початку 2010-х років модернізації піролізного відділення об’єднання Уфаоргсинтез останнє отримало можливість постачати до продуктопроводу певну кількість етилену.